# درويش خاكي (نجف أباد)
درویش خاکي (بالفارسية: درویش خاکی) هي قرية تقع في إيران في Najafabad Rural District. يقدر عدد سكانها بـ 83 نسمة بحسب إحصاء 2016.